# Rixe

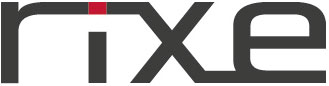
Zuletzt verwendetes Logo von Rixe

Rixe war eine Fahrrad-, Moped- und Motorrad-Fabrik aus dem Stadtteil Brake der ostwestfälischen Stadt Bielefeld.

## Geschichte
Das Unternehmen wurde 1922 gegründet. Seit den 1950er Jahren nutzte Rixe zumeist Motoren der Fichtel-&-Sachs-Werke mit Hubräumen von 47 cm³ und 98 cm³, die für ihre Langlebigkeit und Zuverlässigkeit bekannt waren. Zu Zeiten des Motorradbooms in den 1950er-Jahren wurden auch Motorräder von 100–250 cm³ mit Motoren von Sachs und ILO hergestellt. Die stärkste Ausführung war die RS 250 Senator  mit einem 250-cm³-ILO-2-Zylinder-Motor mit ca. 15 PS (1956–1957). Darüber hinaus wurden Kleinkrafträder (Rixe RS 50K/1960–61, Derby C/1962–67, Derby d/1965–75, RS 50S/1976–78) sowie das Leichtkraftrad RS 80 SW mit 80 cm³ hergestellt. Im Gegensatz zu den Kleinkrafträdern verkauften sich diese aber nur in geringen Stückzahlen.
Die Geschichte des Unternehmens endete 1985. Nach den Werksferien meldete die Geschäftsleitung am 4. Januar 1985 Konkurs an. Die Produktionsanlagen wurden in die Volksrepublik China verkauft. Die Marke wurde 1998 von dem Fahrradhersteller Derby Cycle Werke aus Cloppenburg übernommen. 2021 wurde die Webseite von Rixe abgeschaltet. 2023 wurde die Marke von der ZEG übernommen, 2024 allerdings wieder eingestellt.

## Produkte
Rixe stellte ab 1951 zahlreiche Mopeds her, die zunächst Fahrrädern mit Hilfsmotor sehr ähnlich waren. 1965 begann die Produktion von Mofas. Die erfolgreichsten Modelle hießen Libelle, Tourismo, Champion und ab 1974 High-Sport. Erhältlich waren die Mofas in verschiedenen Ausführungen mit Federung, Automatik oder 2- bzw. 3-Gang-Handschaltung.

## Bildergalerie

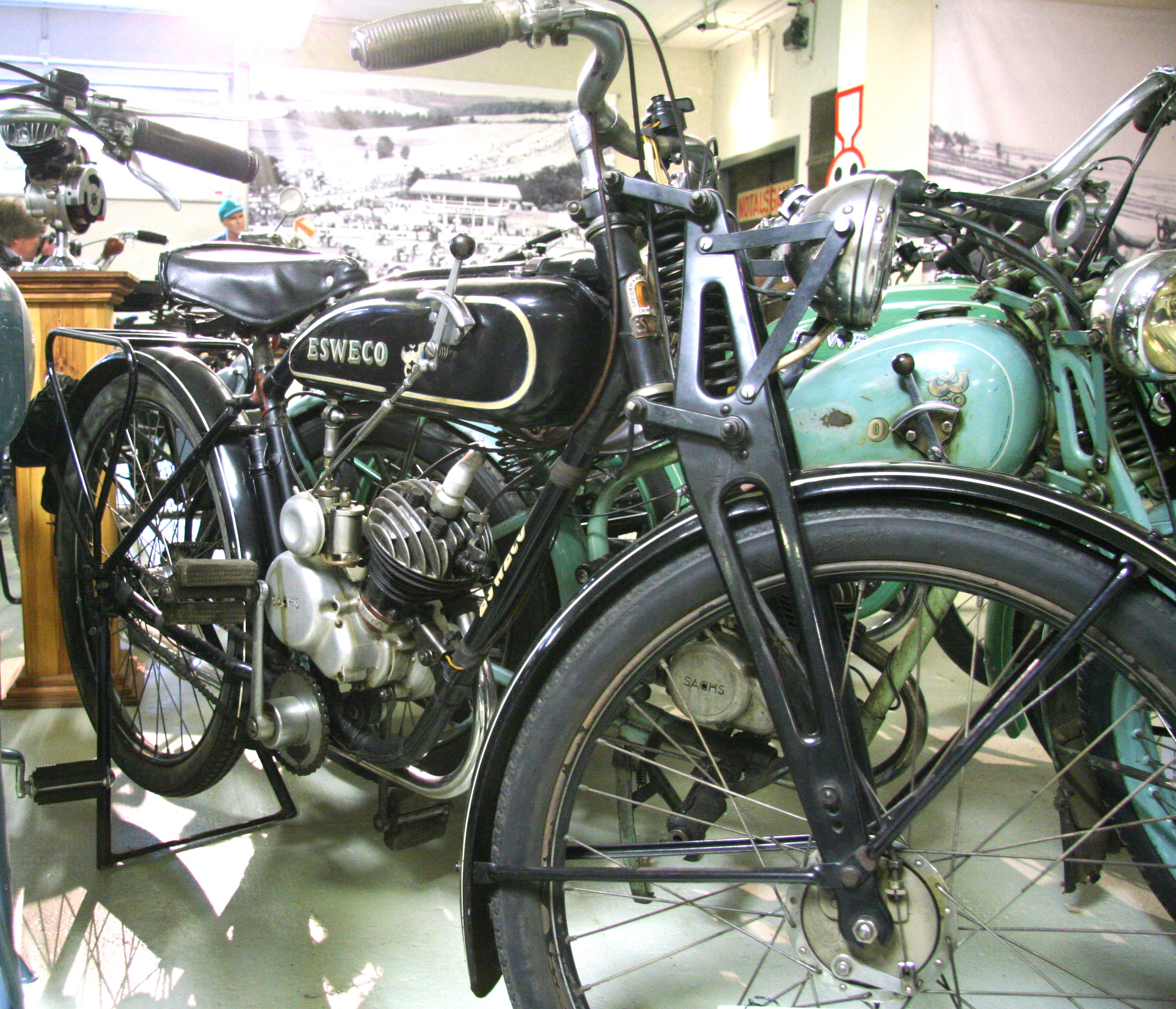
Esweco mit Fichtel & Sachs Motor (98 cm³), Bj. 1936
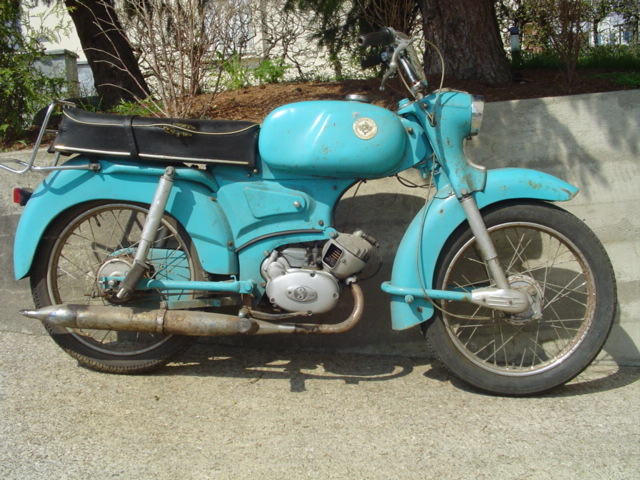
Rixe 50 MB 3 Gang mit einem Fichtel & Sachs Motor
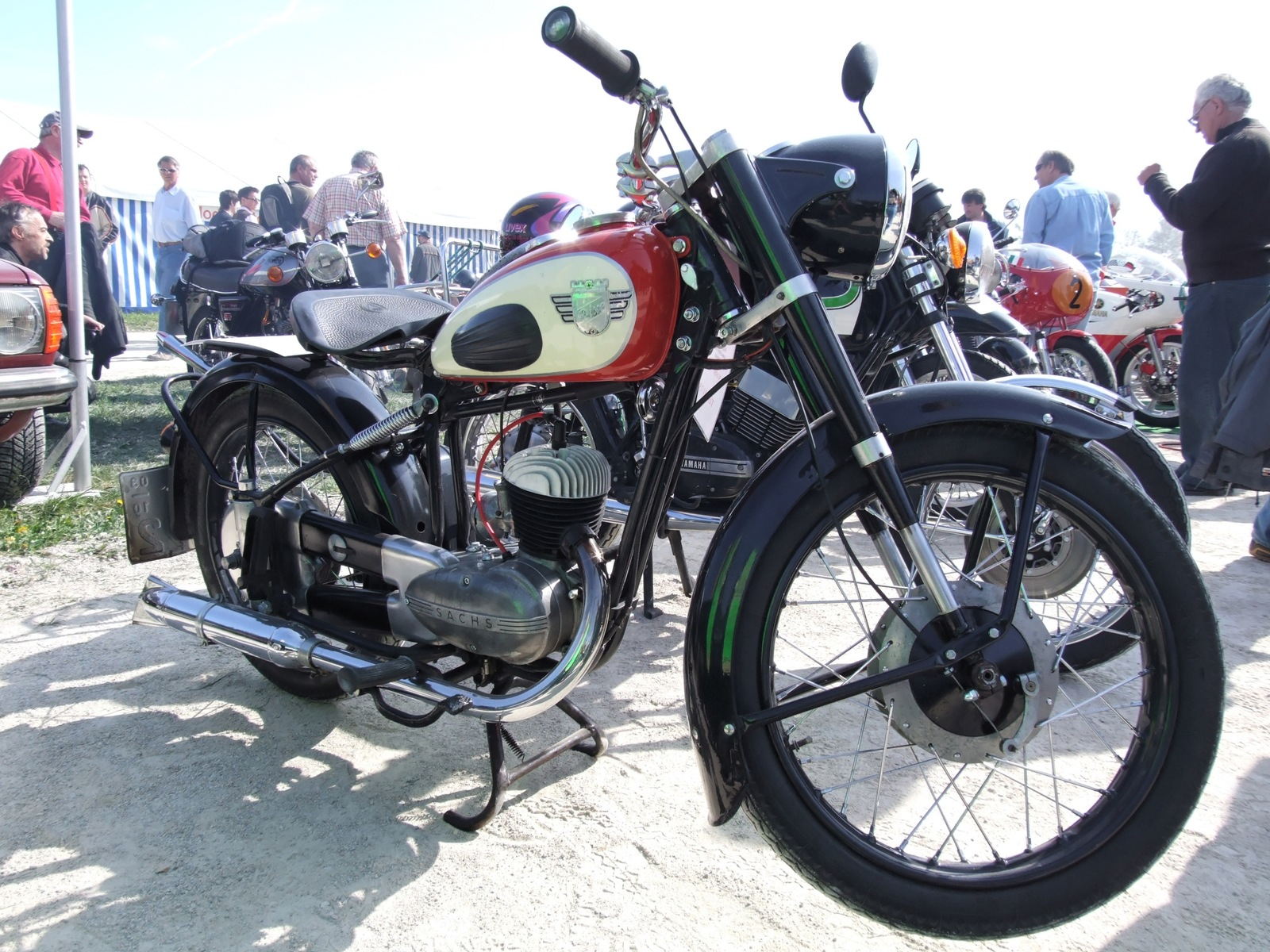
Rixe 150 (1953)
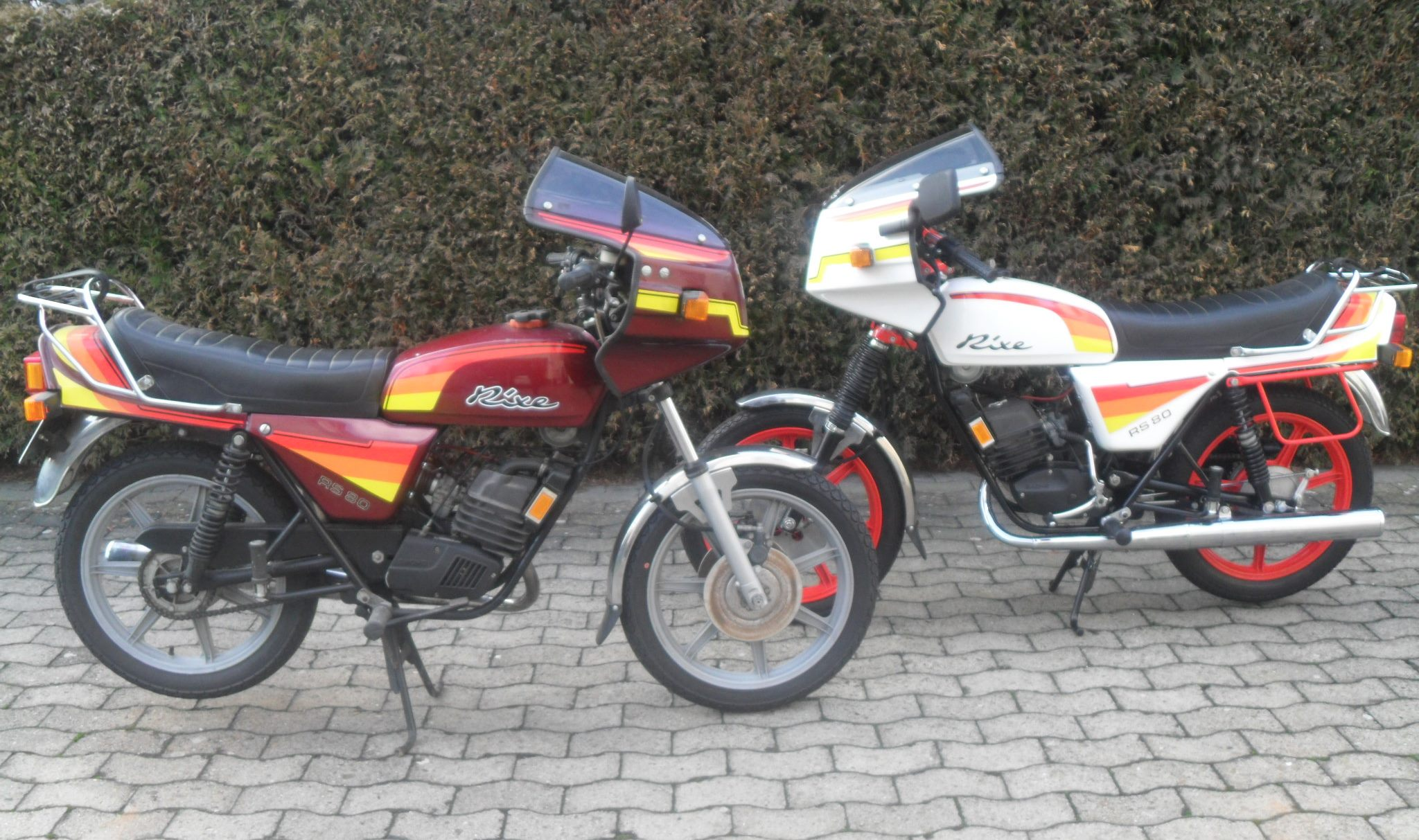
Rixe RS 80W von 1981 und 1983